# Laurence Madeline
Laurence Madeline est une conservatrice de musée française née le 8 octobre 1965[Où ?].
Elle a effectué sa formation à l'université Paris IV (Sorbonne Université) et à l'École du Louvre.

## Biographie
En 2011, Laurence Madeline a été nommée à la tête du pôle Beaux-Arts du musée d'Art et d'Histoire de Genève par son directeur, Jean-Yves Marin, ce dernier souhaitant ouvrir le musée à un plus large public. Elle quitte ce poste en 2017 pour rejoindre le musée Guimet à Paris en tant que Conservatrice en chef du patrimoine. En avril 2023, elle devient directrice des musées de Besançon mais est suspendue de ses fonctions un an plus tard suite à des problèmes avec les équipes,. 
Auparavant, elle occupe le poste de conservatrice en chef au musée d'Orsay (2007-2011), puis de directrice du musée Léon-Dierx de Saint-Denis de la Réunion (2006-2007) et de conservatrice au musée Picasso à Paris (en 2002). 
Spécialiste de Pablo Picasso et des avant-gardes de la fin du XIXe et du début du XXe siècle, elle a publié en 2022 Marie-Thérèse Walter & Pablo Picasso. Biographie d'une relation, essai historiographique des mythes et de la réalité de la relation entre Marie-Thérèse Walter et Pablo Picasso. Son étude souligne l'omission de la part des premiers biographes des multiples relations féminines du peintre, généralement repoussées en dehors de l'étude de la peinture de Picasso, bien qu'elles soient omniprésentes dans sa vie et son œuvre. 
Elle a également rédigé des monographies de vulgarisation sur des peintres tels que Vincent van Gogh et Paul Gauguin. 

## Commissariats d'expositions
- Picasso 1932. Année érotique, Paris, Musée national Picasso, 2017 ; Londres, Tate Modern, 2017
- Women artists in the Age of Impressionism, Denver, Saint Louis, Williamstown, Clark Institute, 2017
- Jean-Pierre Saint Ours, Genève, Musée d'art et d'histoire, 2016
- "J'aime les panoramas". S'approprier le monde, Genève, Musée d'art et d'histoire, 2015, Mucem, Marseille.
- Rodin. L'accident. L'aléatoire, Genève, Musée d'art et d'histoire, 2014
- Courbet. Les années Suisse. Genève, Musée d'art et d'histoire, 2014
- Picasso devant la télé, Dijon, Le Consortium, 11 juillet - 25 septembre 2013 ; Genève, Musée d'art et d'histoire, Cabinet d'arts graphiques, 11 oct.- 15 décembre 2013[6].
- Picasso à l'œuvre. Dans l'objectif de David Douglas Duncan, Genève, Musée d'art et d'histoire, 2012
- James Ensor, New York, The Museum of Modem Art, 28 juin- 21 septembre 2009 ; Paris, 20 oct. 2009 - 4 février 2010[7].
- Picasso / Manet : Le Déjeuner sur l'herbe, Paris, Musée d'Orsay, 8 oct. 2008 - 1er février 2009[8].
- Crime et Châtiment, co-commisariat, Paris, Musée d'Orsay 2007 - 2011
- Sens dessus dessous : Le musée Dierx Léon, musée Léon-Dierx, Saint-Denis de la Réunion, 2007
- Pardon. Une image de la Réunion, musée Léon-Dierx, Saint-Denis de la Réunion, 2007
- Redon. La terre. Le ciel. La mer. (Label exposition d'intérêt national), musée Léon-Dierx, Saint-Denis de la Réunion, 2007
- Picasso and Africa, Johannesburg, Standard Bank Gallery, 10 fév. - 19 mars 2006 ; Cape Town ,Iziko Museum
- Picasso Ingres, Paris, musée Picasso, 17 mars - 21 juin 2004
- Les archives de Picasso : "On est ce que l'on garde !", Paris, musée Picasso, 22 oct. 2003 - 19 janvier 2004[9].

## Publications
Elle est autrice de nombreuses publications scientifiques et de quelques ouvrages de vulgarisation, parmi lesquels : 
- Marie-Thérèse Walter & Pablo Picasso. Biographie d'une relation, Paris, Scala, 2022.
- Picasso devant la télé, Dijon, Les Presses du réel, 2013[10].
- Ensor : Le carnaval de la vie, Paris, Gallimard, 2009.
- James Ensor (avec Anna Swinbourne), Paris, RMN, 2009
- Van Gogh, Picasso, Paris, La Martinière, 2006.
- Ultra-sauvage : Gauguin sculpteur, Paris, A. Biro, 2002.

Elle a également été éditrice scientifique de :
- Salvador Dali, Lettres à Picasso : 1927-1970 (préface de Laurence Madeline), Paris, Gallimard, 2006.
- Gertrude Stein, Pablo Picasso, Correspondance, Paris, Gallimard, 2005.